# Waynesfield
Waynesfield – wieś w Stanach Zjednoczonych, w stanie Ohio, w hrabstwie Auglaize.